# Беркитт, Денис
Денис Парсонс Беркитт (англ. Denis Parsons Burkitt; 28 февраля 1911 года, Эннискиллен, Северная Ирландия — 23 марта 1993 года, Глостер, Великобритания) — ирландский хирург, сыгравший важную роль в изучении этиологии некоторых опухолей.
Член Лондонского королевского общества (1972), иностранный член Французской академии наук (1989).

## Биография
Родился 28 февраля 1911 года в Эннискиллене, графство Фермана, Северная Ирландия. Его отец — Джеймс Парсон Беркитт, ирландский инженер-строитель, орнитолог-любитель.
В возрасте одиннадцати лет Денис потерял правый глаз в результате несчастного случая. Он учился в Королевской школе Портора в Эннискиллене и в Школе декана Клоуза в Челтнеме. В 1929 году поступил в Тринити-колледж в Дублине. В 1938 году получил стипендию в Эдинбургском королевском колледже хирургов.
Во время Второй мировой войны Беркитт служил в Королевском армейском медицинском корпусе в Англии, Кении, Сомалиленде. 28 июля 1943 года женился на Олайв Роджерс. После войны Беркитт продолжил медицинскую деятельность в Африке, работал в Уганде, жил в Кампале. Работал в Африке до 1964 года.
Беркитт был президентом Христианского медицинского содружества. Лауреат премии Боуэра в 1992 году. Умер 23 марта 1993 года в Глостере, похоронен в Бисли, Глостершир.

## Лимфома Беркитта
Описал опухоль, которая в настоящий момент носит его имя — «лимфома Беркитта». Работая в Уганде, описал нескольких детей с опухолями в углах челюсти.
Майкл Эпштейн, английский вирусолог, услышав лекцию Дениса Беркитта в 1961 году, стал исследовать лимфому Беркитта на предмет её возможного вирусного происхождения. Совместно с ассистентом Ивонной Барр, после более двух лет работы с опухолевыми клетками пациентов Беркитта, в феврале 1964 года был обнаружен вирус, известный в настоящее время как «вирус Эпштейна — Барр».